# Toromoja
Toromoja est une ville du Botswana.